# Берг, Филипп
Филипп Шрага Берг (20 августа 1927, Бруклин, Нью-Йорк — 16 сентября 2013, Лос-Анджелес, Калифорния) — раввин-каббалист. Один из сооснователей и руководитель «Центра изучения каббалы».
Берг был большим популяризатором ашлаговской каббалы. Написав ряд книг по каббале, Берг расширил свой доступ к более широкой аудитории, чем обычно разрешалось, включая женщин, светских евреев, неевреев. Первоначально Берг стремился вернуть отчужденных евреев к их наследию через учение Ашлага Йегуда Лейб Алеви, однако позже он принял более универсальный подход.
Существуют разногласия по поводу того, имеют ли учения Берга, передаваемые через Центр Каббалы, достаточные основания и/или подлинный авторитет в соответствии с галахой (еврейским законом), поскольку они включают некоторые догмы и переводы, заметно отличающиеся от более традиционных каббалистов. Некоторые еврейские ученые категорически отвергают подобные учения, считая их чуждыми как каббале в частности, так и иудаизму в целом.

## Биография

### До изучения каббалы
Филипп Берг родился 20 августа 1927 года (22 ава 5687) в Бруклине, Нью-Йорк. Вырос в религиозной хасидской семье. Его отец, Макс Грубергер, иммигрировал из Надворная, Галиция (ныне Украина), и работал швейщиком одежды в Уильямсберг. Учился в иешивах «Тора во-Даас» и в Лейквуде под руководством Аарона Котлера, где получил звание раввина в 1951 году.
Вместо того, чтобы стать раввином, он занялся бизнесом. Берг вошёл в деловой мир и работал страховым агентом в New York Life. Он также стал заниматься недвижимостью, и к 1962 году, как утверждают, стал миллионером.
В 1962 году во время визита в Израиль Филипп Берг встретил каббалиста р. Йегуду Брандвайна (ученика знаменитого каббалиста р. Йегуды Ашлага) и стал его учеником.

### Изучение каббалы
Филипп Берг 7 лет был учеником Йегуды Брандвайна (1962—1968).
В своих книгах Берг писал, что у него не было предрасположенности к изучению каббалы. Своё первичное решение изучать каббалу он объяснил особенным впечатлением, которое произвёл на него его учитель. И, только начав изучать каббалу, Филипп Берг почувствовал то, чего ему не хватало в иешивах: по его словам, книги каббалы привлекали его как магнит.
Постигая тайны каббалы под руководством Брандвайна, Филипп Берг, по его словам, коренным образом пересмотрел свой взгляд на отношения между людьми. Рождённый в ультрарелигиозной еврейской семье и выросший в атмосфере отчуждения от нерелигиозных евреев и неевреев он с удивлением наблюдал, как его учитель имеет чрезвычайно тёплые дружеские отношения с простыми нерелигиозными людьми.
Йегуда Брандвайн скончался в 1968 году, а незадолго до этого он назначил Филиппа Берга своим преемником.
В одном из своих последних писем к Бергу он писал:

«Теперь, после того как ты стал главой иешивы „Коль Йегуда“, целью которой является распространение каббалы, как посредством постоянных учеников, так и через публикации… Считаю своим долгом разъяснить тебе цели иешивы… которая существует уже более сорока лет… и была основана маленькой группой во главе которой стоял Бааль Сулам (Йегуда Ашлаг)»

## Руководитель «Центра изучения каббалы»
Поставив своей целью достичь распространения каббалы, которая, по его мнению, улучшает жизнь людей, Филипп Берг добился значительных успехов.
В 1971 году Филипп Берг впервые открыл двери своего «Центра изучения каббалы» для всех желающих в Израиле. В 1984 году открылось первое отделение «Центра изучения каббалы» в США, в 2002 году — в Москве.
Несмотря на значительную критику со стороны многих ортодоксальных раввинов, «Центр изучения каббалы» имеет сегодня около 50 региональных отделений. По данным, опубликованным на официальном сайте Центра, с начала 1970-х в нём обучались 3,4 миллиона человек. Декларируется также популярность его среди деятелей шоу-бизнеса.
В связи с болезнью в 2004 году часть руководства Центра перешла к ученикам Филиппа Берга, в частности к его жене Карен Берг и сыновьям Йегуде и Михаэлю. С 2013 года Карен Берг является духовным руководителем Центра. В настоящее время (2016 год) Майкл Берг — содиректор Центра и Университета каббалы.

## Книги Филиппа Берга, его жены и сыновей
Филипп, Карен, Йегуда и Майкл Берг — авторы более 30 книг о каббале.
На русском языке были изданы:
- Филипп Берг. Бессмертие. Вечная жизнь неизбежна ISBN 978-5-699-77143-1
- Филипп Берг. Введение в каббалу ISBN 5-85880-067-X (В сборник вошли «Введение в Каббалу», «Перевоплощение души», «Межзвездные связи»)
- Филипп Берг. Воспитание каббалиста
- Зоар. Пинхас ISBN 1571890068
- Каббалистическая астрология ISBN 978-5-699-45906-3
- Нанотехнология. Преобладание сознания над материей ISBN 978-5-699-48730-1
- Путешествие по Вселенной ISBN 978-5-699-58201-3
- Сила Алфавита ISBN 92445797
- Сила Единого ISBN 924457953
- Чудеса, тайны и молитва ISBN 5-85880-068-8
- Чудеса и тайны молитвы ISBN 92445795
- Карен Берг. Бог красит губы.
- Карен Берг. Простой Свет.
- Карен Берг. Продолжение следует: реинкарнация и цель нашей жизни. ISBN 978-5-699-61943-6
- Йегуда Берг. Недоволен своей жизнью? Измени её! Как с помощью мудрости каббалы переписать сценарий своей жизни. ISBN 978-5-699-79971-8
- Йегуда Берг. Перезагрузка. Как победить депрессию при помощи каббалы. ISBN 978-5-699-66453-5
- Йегуда Берг. Сила Каббалы. ISBN 5955003320
- Майкл Берг. Стать подобным Богу.
- Майкл Берг. Тайны Библии.
- Майкл Берг. Тайна. Как открыть источник радости и гармонии. ЭКСМО. Москва. 2013
- Майкл Берг. Мудрость каббалы.[8]

## Смерть
После перенесенного инсульта в 2004 году Берг скончался 16 сентября 2013 года. У него остались жена Карен и двое сыновей, Йегуда и Майкл, которые руководили «Центром изучения каббалы» с момента его инсульта. У него также было восемь детей от первого брака.